# Dryopoa
Dryopoa  Vickery é um género botânico pertencente à família Poaceae, subfamília Pooideae, tribo Poeae.
O gênero apresenta uma única espécie e é endêmica na Austrália.

## Espécie
- Dryopoa dives  (F.Muell.) Vickery